# Theodor Habelmann
Theodor Habelmann (20. April 1834 in Berlin – 6. Juni 1920 in Indian Orchard bei Honesdale, Pennsylvania, Vereinigte Staaten) war ein deutscher Opernsänger (Tenor) und Opernregisseur.

## Leben
Habelmanns Vater diente als Offizier in der Armee und war später geheimer Sekretär im Kriegsministerium. Auch sein Sohn sollte eine militärische Karriere einschlagen und trat nach absolviertem Gymnasium in den Marinedienst ein, wo er von 1850 bis 1856 blieb. Infolge eines Armbruches musste er jedoch den Dienst quittieren.
Schon während seiner Dienstzeit fiel seine Stimme auf, und ihm wurde wiederholt die Ehre zuteil, wenn sein Schiff in Piräus vor Anker lag, im Quartett vor König Otto in Athen zu singen. Als er den aktiven Dienst verlassen hatte, wurde er nach einem Probesingen vom Generalintendanten Botho von Hülsen auf königliche Kosten zum Tenorsänger ausgebildet.
Sein Debüt gab er 1856 auf der königlichen Bühne in Berlin. Dann war er in Stettin, Lübeck, Braunschweig, Magdeburg, Zürich und Danzig engagiert, wurde für die erste deutsche Oper in New York gewonnen und sang auch in London.
Ins Fach des Heldentenors übergegangen, sang er als erstes den Lohengrin, und zwar mit so außerordentlichem Erfolg, dass er die Rolle (1871) achtzehn Mal in einem Monat wiederholen musste. Habelmann sang auch an der deutschen und englischen Oper.
1885 übernahm er auch Regiearbeiten, zuerst an der deutschen Oper an der Met. Besondere Verdienste erwarb er sich mit seinen Wagner-Inszenierungen. Aber nicht nur an der deutschen Oper, sondern auch an der italienischen und französischen Oper in Amerika (1891–1892) führte er Regie.
Nach seiner Rückkehr nach Europa wurde Habelmann vom Direktor Theodor Loewe ans Stadttheater Breslau als Oberregisseur engagiert. Dort blieb er bis 1902 und ging dann erneut in die USA, wo er eine Opernschule eröffnete. Anfang Juni 1920 verstarb er dort in seinem Landhaus nahe Honesdale, Pa.